# Chiesa di Santa Caterina d'Alessandria (Scai)
La chiesa di Santa Caterina d'Alessandria è la cappella del convento delle "Suore benedettine di Carità" di Scai, frazione di Amatrice, in provincia di Rieti.

## Nota storica
Un primo insediamento monastico femminile benedettino esisteva già a Scai nel 1657, quando incominciò la costruzione di un nuovo monastero e di una chiesa annessa dedicata a santa Caterina d'Alessandria. Un nuovo intervento di restauro ci fu nel 1719, come recita una data posta sull'antico ingresso del monastero. Il monastero femminile, di clausura, fu soppresso ed acquistato dal demanio nel 1770, per poi essere riacquistato poco dopo. Nel 1926, al posto delle monache di clausura, subentrarono le Suore Benedettine di Carità, che ancora oggi vi abitano e vi operano.
La struttura e la chiesa furono gravemente lesionate durante il terremoto del 1950 e vennero in parte demolite. La nuova struttura, inglobante anche quella vecchia, fu portata a termine nel 1957. Nel corso di questi restauri la chiesa fu ampliata e dotata del campanile.

## La chiesa
La chiesa di Santa Caterina d'Alessandria è situata alla sinistra del monastero. La semplice facciata rettangolare accoglie il portale con cornice marmorea recante la data 1957 e un grande finestrone quadrato. Sulla destra vi è il campanile (1951), suddiviso da due cornicioni in tre livelli, terminante con un'alta cuspide piramidale. All'interno la chiesa si presenta a navata unica suddivisa in varie campate diverse fra di loro da lesene. Entrando dal portale, sulla destra, vi sono un confessionale ligneo del 1917 e un quadro raffigurante il Sacro Cuore di Gesù. Più avanti vi sono due cappelle laterali, una per lato, ricavate nello spessore del muro.
In esse, all'interno di una ricca decorazione a trompe-l'œil raffigurante un'ancona marmorea, si trovano due quadri: a destra Madonna col Bambino con i Santi Benedetto e Caterina d'Alessandria, dipinta nel 1722 da Madre Anna Vittoria Gabrielli Fieri (come reca un cartiglio nella parte bassa del quadro) e, a sinistra Gesù e la Madonna al capezzale di San Giuseppe. La parete di fondo è occupata dall'altare, costituito dall'antica ancona in marmi verdi e giallo, e dalla nuova mensa poggiante su colonnine marmoree. Ai lati di esso, entro due nicchie le statue lignee dipinte del XVIII secolo raffiguranti San Benedetto da Norcia (a sinistra) e Santa Scolastica (a destra). All'interno dell'antica ancona si trova un quadro con Santa Caterina d'Alessandria; al suo posto, fino al terremoto del 1950, vi era una statua della santa, ora nel convento, che, secondo una tradizione orale, durante la scossa che distrusse gran parte dell'edificio fu sentita cantare.